# ホンダ・CM
CM（シーエム）は、本田技研工業がかつて製造販売していたオートバイの単独車名ならびにシリーズ商標である。本項ではCM400Tのモデルチェンジ車であるCB400LC（シービー400エルシー）についても解説を行う。

## 概要
本商標は1960年代に販売されていたドリームCB72スーパースポーツの派生車種ドリームCM72に単独使用されたが、1970年代後半にCBシリーズもしくはベンリイシリーズの既存モデルをベースにブームとなったアメリカンタイプへ改装したモデルのシリーズ商標に使用された。排気量別では125cc・250cc・400ccの3車種が設定された。
- 同時期の日本国内向け大型自動二輪車クラスアメリカンタイプでは本商標を使用せずにベースとなったCBシリーズにカスタムのペットネームを付帯させたCB650カスタム・CB750カスタムとして販売された[注 1]。

本シリーズ3車種は1980年代中盤までに製造中止もしくはモデルチェンジによる車名変更により、いずれも廃モデルとなった。

## モデル一覧
※本項では日本国内仕様について発売順に解説を行う。

### CM125T

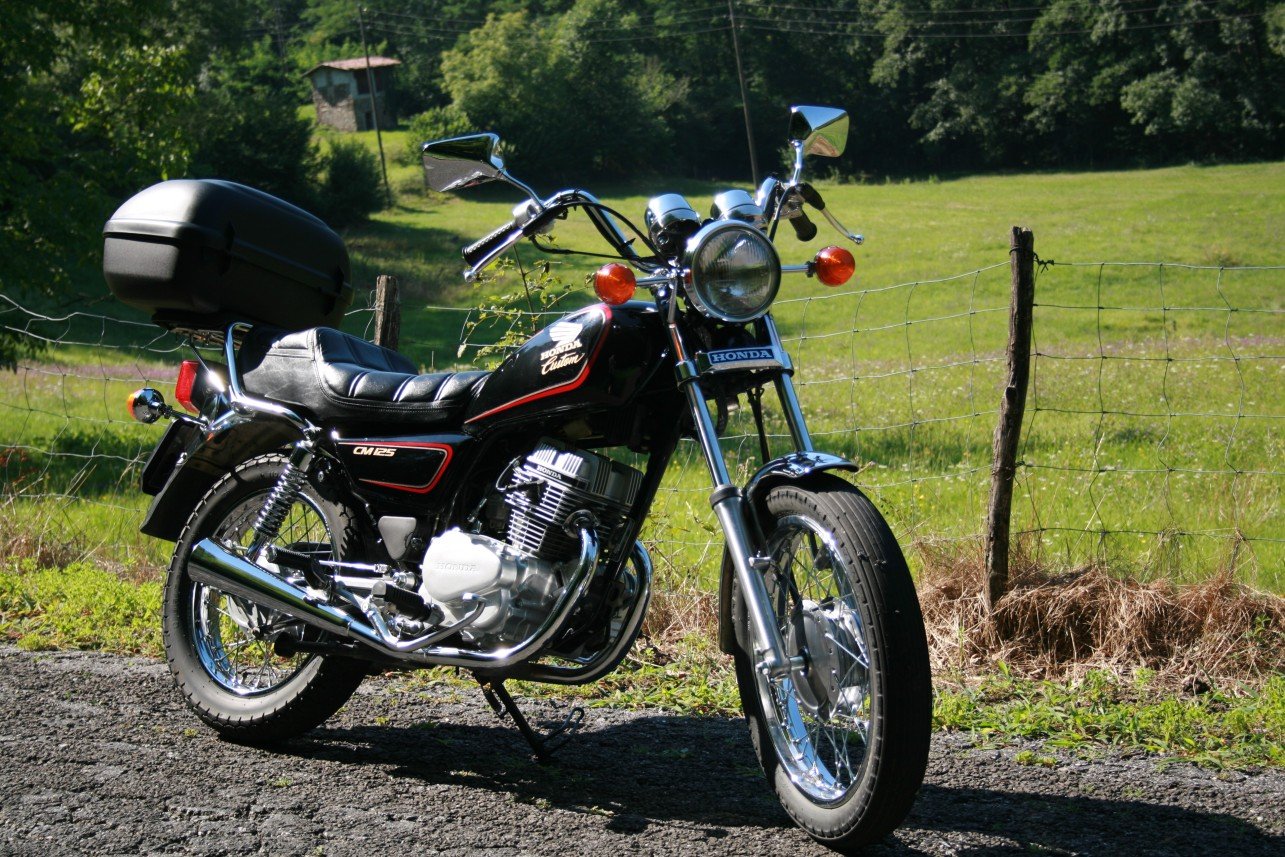
CM125T
海外向け輸出仕様

1978年1月25日発表・発売。同社初の日本国内仕様アメリカンタイプ。ベンリイCD125Tをベースにした派生車種であるためベンリイシリーズのペットネームが付帯したベンリイCM125Tが正式車名である。
搭載される内径x行程=44.0×41.0（mm）・圧縮比9.4・排気量124ccの空冷4ストロークSOHC2気筒エンジンはベンリイCB125Tの180°クランクツインキャブレターではなくベンリイCD125T同様の360°クランクシングルキャブレター仕様とされた。したがってマニュアルトランスミッションも5速ではなく4速となるが、ギアチェンジ機構はロータリー式からリターン式に変更されたほか、始動方式はキック・セル併用である。
車体はフレームにダイヤモンド型を採用し、サスペンションは前輪をテレスコピック、後輪をスイングアームとするほか、ブレーキは前後ともリーディングトレーリングとした。
またベースとなったベンリイCD125Tからの主な変更点を以下に示す。
- ハンドルをプルバックタイプへ変更
- ロングシート
- 後輪を16インチ化
- 小型リヤキャリアを装備

1979年5月15日発表、同月16日発売でマイナーチェンジ。ヘッドライトの光量アップや吸排気系変更で中低速トルク向上を実施したほか、ベンリイのペットネームを廃止。
1982年6月には1981年11月に発売された250Tシリーズに合せて125Tへの車名変更を伴う以下のマイナーチェンジを実施した。
- 従来の仕様はCUSTOM（カスタム）のペットネームを付帯。
- シングルシート・巨大リヤキャリアに換装したモデルを追加しMASTER（マスター）のペットネームを付帯。
- 電装を12vに変更
- タコメーターを標準装備化

### CM400T

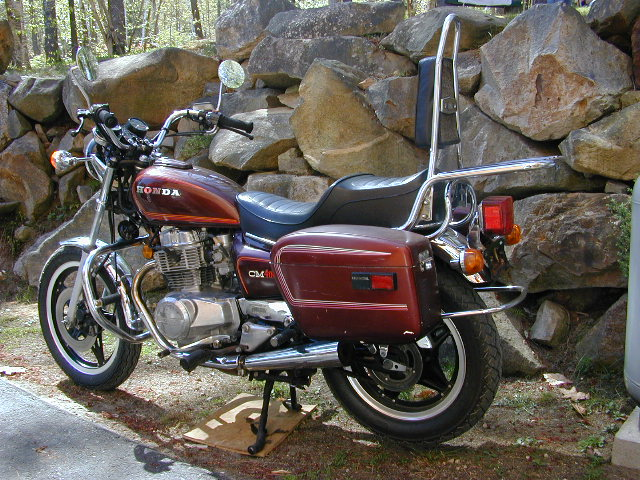
CM400T
海外向け輸出仕様
キャリア・サイドBOX等は非オリジナル

1979年8月3日発表、同月4日発売。型式名NC01。CB400T（ホークII）をベースにシート・後輪16インチ化・プルバックハンドル換装などを実施したモデル。
海外向け輸出仕様も製造販売され、後にエンジン排気量を447ccへアップしたCM450へモデルチェンジ。またホンダマチック（オートマチックトランスミッション）を搭載するCM400A・CM450A も製造販売された。

#### CB400LC
1982年3月30日発表、同年4月1日発売。CM400Tから車名変更を伴うモデルチェンジ車で車名のLCはLuxury Custom（ラグジュアリーカスタム）の略。同年1月に発売されたCB650LC同様に北米向け輸出モデルとなったRC08型CB650SC(NIGHT HAWK 650)とほぼ同様のボディを採用する。ハンドルは通常のアップタイプとなるほか、エンジンは一部改良を実施しマニュアルトランスミッションは5速→6速へ変更となった。
海外向け輸出仕様はCM450と共通の447ccエンジンを搭載しCB450SCとされた。
1984年に製造中止。
1984年、アメリカで公開された「プリンス/パープル・レイン」で主人公を演じたプリンスが搭乗していたバイクが、CM400Tをカスタムしたものである。

### CM250T
1980年10月23日発表、同月24日発売。型式名MC04。CB250T（ホーク）をベースにCM400T同様の換装を行ったモデル。ただしホイールはCM400Tではコムスターとされたのに対してスポークとしたほか、前輪ブレーキをディスクからドラムへ変更という差異がある。
また同年11月15日にはシングルシートならびに巨大リヤキャリアへ換装したモデルも追加発売された。
1981年に250Tシリーズへフルモデルチェンジされ製造中止。